# Tercera identitat
Tercera identitat (títol original: A Different Loyalty) és una pel·lícula estatunidenco-canadenco-britànica dirigida per Marek Kanievska, estrenada l'any 2004. Ha estat doblada al català.

## Argument
Leo Cauffield, periodista de guerra, ex-espia anglès i espòs de Sally Tyler, una americana, desapareix un dia sense explicacions. La seva dona Sally efectua totes les investigacions possible per trobar-ho i descobreix que el seu marit és un agent doble que treballa per al KGB.
Aquest film s'inspira de la història d'Eleanor Brewer que es va casar l'any 1959 amb Kim Philby, un agent doble, fins i tot triple, que es va infiltrar als serveis secrets britànics a compte del KGB.

## Repartiment
- Sharon Stone: Sally Tyler / Cauffield
- Rupert Everett: Leo Cauffield
- Jim Piddock: George Quennell
- Joss Ackland: Randolph Cauffield
- Julian Wadham: Andrew Darcy
- Emily VanCamp: Jen Tyler

## Al voltant de la pel·lícula
- El film ha estat rodat a Anglaterra, Malta, al Canadà i a Rússia

- Crítica: "Mitjanament entretinguda, amb una narració una miqueta atropellada i pobrament filmada, la pel·lícula desaprofita una apassionant història real."[3]